# Commelina orchidophylla
Commelina orchidophylla är en himmelsblomsväxtart som beskrevs av Robert Bruce Faden och Layton. Commelina orchidophylla ingår i släktet himmelsblommor, och familjen himmelsblomsväxter.
Artens utbredningsområde är Kongo-Kinshasa. Inga underarter finns listade.